# 사랑이 시작되는 날
"사랑이 시작되는 날"은 1985년에 개봉한 대한민국의 영화이다.

## 캐스팅
- 박준금 : 지다희 역
- 연규진 : 강민섭 역
- 박근형
- 한상철
- 이정원
- 문태선
- 김기종
- 전숙
- 유명진
- 김용태
- 오욱철
- 박길라